# Hans Rudolf von Tierberg

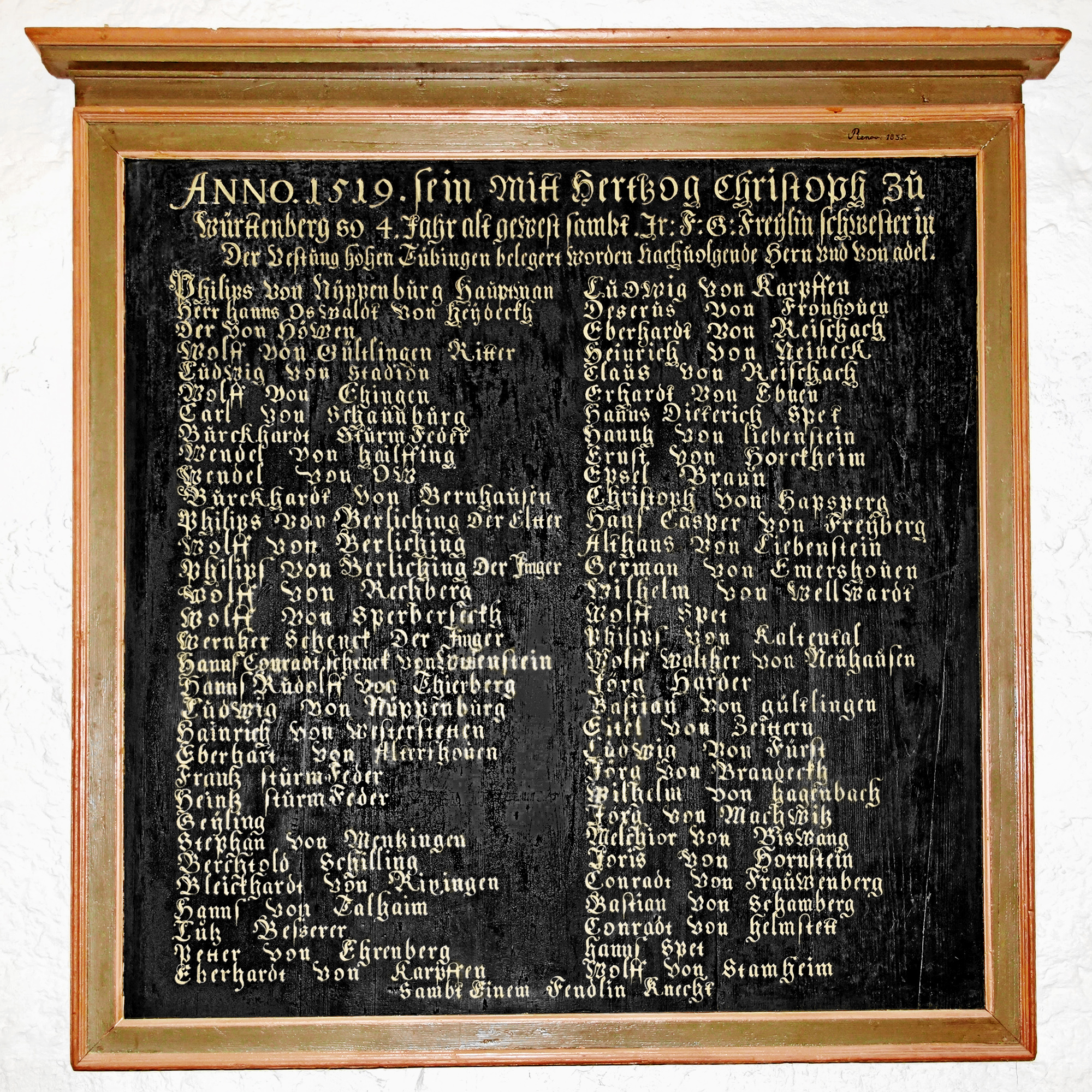
Sogenannte Schandtafel im Tübinger Schloss.

Hans Rudolf von Tierberg († um 1539/1540) war ein Adliger aus dem Geschlecht der  Herren von Tierberg, die die Ortsherren von Lautlingen waren.

## Leben und Wirken
Hans Rudolf von Tierberg war verheiratet mit Barbara von Karpfen, der Schwester der Ritter Eberhard und Ludwig von Karpfen. Er erwarb 1519 Schloss Wurmlingen bei Tuttlingen. Am 23. April 1529 verkaufte er seinem Bruder Hans Konrad von Tierberg Lautlingen und Margrethausen.

### Belagerung des Schlosses Hohentübingen
Sein Name steht neben anderen auf der sogenannten Schandtafel in einem Treppenhaus des Schlosses Hohentübingen. Diese Tafel erinnert an einen bürgerkriegsähnlichen Konflikt in Württemberg, den Machtkampf zwischen Herzog Ulrich von Württemberg und dem Schwäbischen Bund. Nachdem der wegen Missregierung und Landfriedensbruch in Reichsacht verfallene Herzog Ulrich im Frühjahr 1519 die freie Reichsstadt Reutlingen überfallen hatte, stellte der Schwäbische Bund mit Unterstützung des Kaisers und des Herzogs von Bayern ein starkes Heer auf, das innerhalb kurzer Zeit einen Großteil Württembergs eroberte.
Herzog Ulrich wurde, nachdem er von seinen Schweizer Söldnern im Stich gelassen worden war, nur noch von etwa 70 Adligen unterstützt, darunter auch Hans Rudolf von Tierberg und dessen Bruder Hans Konrad von Tierberg. Diese hatten ihm zwar versprochen, die Kinder Herzog Ulichs auf dem Tübinger Schloss zu verteidigen, aber ergaben sich schon kurz nach Beginn der Belagerung des Schlosses am Ostermontag 1519. Die Adligen erhielten freien Abzug unter Vereinbarung eines einmonatigen Waffenstillstands. Herzog Ulrich beschuldigte sie daraufhin großer Feigheit. Hans Rudolf von Tierberg erwarb daraufhin mit seiner Ehefrau, Barbara von Karpfen, 1519 Schloss Wurmlingen bei Tuttlingen.
Nachdem Herzog Ulrich von Württemberg 1534 sein Herzogtum zurückerobert hatte und nach Tübingen zurückgekehrt war, war er über die kampflose Aufgabe der Tübinger Festung immer noch so verärgert, dass er die seiner Meinung nach feigen und vertragsbrüchigen Adligen bis in alle Ewigkeit brandmarken wollte. Er ließ die Namen dieser Ritter, einschließlich Hans Rudolf von Tierberg und seiner Schwäger aber ohne seinen Bruder, in goldenen Buchstaben auf eine schwarze „Schandtafel“ schreiben, die daraufhin für jedermann sichtbar im Rittersaal von Schloss Hohentübingen angebracht wurde.

### Tätigkeit als Burgvogt der Achalm
Hans Rudolf blieb wohl nicht lange in Herzog Ulrichs Ungnade, weil er im April 1535 noch als württembergischer Burgvogt der Achalm erwähnt wird.